# Krasnoslobodsk (Volgogrado)
Krasnoslobodsk (ruso: Краснослобо́дск) es una ciudad rusa, ubicada en el raión de Srédniaya Ájtuba de la óblast de Volgogrado.
En 2021, el territorio de la ciudad tenía una población de 18 112 habitantes, de los cuales 16 545 vivían en la propia ciudad y el resto en dos pedanías: los posiolki rurales de Vtoraya Piatiletka y Peschanka. Krasnoslobodsk es la localidad más poblada del raión.
Se ubica en la periferia oriental de la capital regional Volgogrado, de la cual está separada por el río Volga. El puente de Volgogrado conecta directamente el centro de la ciudad con Krasnoslobodsk.

## Historia
Fue fundado en 1870 como un jútor, cuyo topónimo inicial era "Bukatin" (Букатин), en referencia al apellido de la familia de cosacos que lo pobló. El territorio pertenecía a la stanitsa de Tsaritsyn de la hueste cosaca de Astracán. El fundador Bukatin vivió más de cien años, y cuando falleció en 1920 fue homenajeado por los revolucionarios como ejemplo de campesino promotor del desarrollo rural. Los comunistas tuvieron entre sus líderes locales a su nieto, que en 1923 promovió el cambio del topónimo a "Krásnaya Slobodá" (Красная Слобода, "libertad roja") para conmemorar la victoria del Ejército Rojo en la guerra civil rusa. En los años posteriores creció notablemente como zona periférica de Stalingrado, alcanzando el estatus de capital de su propio raión en 1935 y el de asentamiento de tipo urbano en 1938. En 1955 adoptó el estatus de ciudad con su actual topónimo, pero al mismo tiempo perdió el de capital distrital, al integrarse en el raión de Srédniaya Ájtuba.